# Ladybird, Ladybird
Ladybird, Ladybird (títol original: Ladybird) és una pel·lícula britànica dirigida per Ken Loach i estrenada l'any 1994. Ha estat doblada al català.

## Argument
Basat en una història real, aquest film conta la història d'una mare a qui s'ha retirat la custòdia dels seus fills. Un vespre coneix Jorge, un emigrat paraguaià que fuig de la violència del seu país i li explica la seva història. Maggie ha tingut quatre fills amb quatre homes diferents i viu amb un home que la pega, a causa d'això els serveis socials s'interessen pel seu cas i li proposen d'anar a una llar especial.
Un vespre, mentre surt per primera vegada deixant els seus fills sols, un incendi es declara a la llar, cremant parcialment el fill gran, Sean. A causa d'això, li retiren la custòdia de Sean, a continuació dels altres. L'home amb qui viu l'abandona. Maggie ha passat la nit explicant la seva història a Jorge i s'enamoren. Poc de temps després li es rebutjada la petició de recuperar els seus fills, per decisió de justícia. Maggie i Jorge decideixen traslladar-se a un nou pis, el veïnat es malfia de Jorge. Maggie queda embarassada de Jorge i té una filla. Tot va bé fins que una assistent social ve a preocupar-se de la salut del bebè i observa que Maggie s'ha ferit al rostre, ferida que s'ha fet a causa d'una porta de moble de cuina. Sospitant encara que Maggie és incapaç d'educar un nen i, à tort
sense motiu, el seu company de pegar-la, els serveis socials se li emporten el seu bebè. Maggie prova de convèncer la justícia que pot educar la seva filla però la decisió és ratificada, sobretot a causa del testimoniatge d'una veïna que detesta la parella. No podrà veure mai més la seva filla; a més Jorge és amenaçat d'expulsió perquè ha treballat a Anglaterra sense permís de treball.
Maggie i Jorge tenen de nou una filla junts. A penes el bebè ha nascut, és una vegada més retirat als seus pares. Desbordada, Maggie prova de tirar-se de la finestra de la seva habitació de l'hospital. Finalment Jorge obté un passaport i després d'una disputa, la parella acaba per fer les paus. Al final del film se sap que hi ha hagut tres fills més i que han pogut conservar-los però que Maggie no ha pogut mai tornar a veure els seus altres fills.

## Repartiment
- Crissy Rock: Maggie Conlan
- Vladimir Vega: Jorge
- Sandie Lavelle: Mairead
- Mauricio Venegas: Adrian
- Ray Winstone: Simon
- Clara Perkins: Jill
- Jason Stracey: Sean
- Luke Brown: Mickey
- Lily Farrell: Serena
- Scottie Moore: pare de Maggie
- Linda Ross: mare de Maggie
- Kim Hartley: Maggie, amb 5 anys
- Jimmy Batten: company de Karaoke
- Sua Sawyer: Foster
- Pamela Hunt: Mrs. Higgs

## Al voltant de la pel·lícula
El títol ve d'una cançó infantil anglesa:
« Ladybird, Ladybird,
Fly away home,
Your house is on fire
And your children are gone ;
All except one
And that's little Ann
And she has crept under
The frying pan. »
(« Marieta, Marieta
Ves-te'n de pressa de casa teva s'ha calat foc i els teus fills han marxat.
Tots llevat d'una.
És la petita Ann i s'ha amagat sota
la paella. »

## Premis
- 1994: Festival de Berlín: Ós de Plata a la millor interpretació femenina (Crissy Rock)
- 1994: Festival de Chicago: Hugo de Plata - Millor actriu (Crissy Rock)
- 1994: Premis Independent Spirit: Nominada a la millor pel·lícula de parla no anglesa

## Crítica
- "Dura, realista, magnífica"[3]
- "Esquinçadora crítica del sistema. Basada en un fet real. Un bon exemple del cinema europeu d'alta escola"[4]